# Глюкштадт
Глюкштадт (нем. Glückstadt  [ˈɡlʏkˌʃtat]; дат. Lykstad) — город в Германии, в земле Шлезвиг-Гольштейн.
Входит в состав района Штайнбург. Население составляет 11 498 человек (на 31 декабря 2010 года). Занимает площадь 22,76 км². Официальный код — 01 0 61 029.

## История
Город был основан в 1617 году королём Дании и Норвегии Кристианом IV; при нём также были построены укрепления (1620).
Во время Тридцатилетней войны, после битвы у Аальборга 17 октября 1627 года, Глюкштадт был одной из трёх крепостей (помимо Штетина и Кремпе), оставшихся в руках Кристиана IV. Глюкштадт выдержал в эту войну осады: в 1627 году имперцами под началом Альдрингена, в 1628 году 15-недельную осаду Тилли и так же успешно сопротивлялся Торстенссону зимой 1643—44 гг..
В 1814 году, в ходе Наполеоновских войн, город был блокирован союзниками и капитулировал 5 января, после чего все крепостные сооружения были уничтожены.
В 1866 году Глюкштадт отошёл к Пруссии.
В городе находится памятник культуры, водонапорная башня, построенная в 1891 году.

## Известные уроженцы
- Виллемос-Зум, Рудольф (1847—1875) — немецкий зоолог.
- Шенк, Август (1828—1901) — немецкий и французский художник-пейзажист и анималист.

## Фотографии

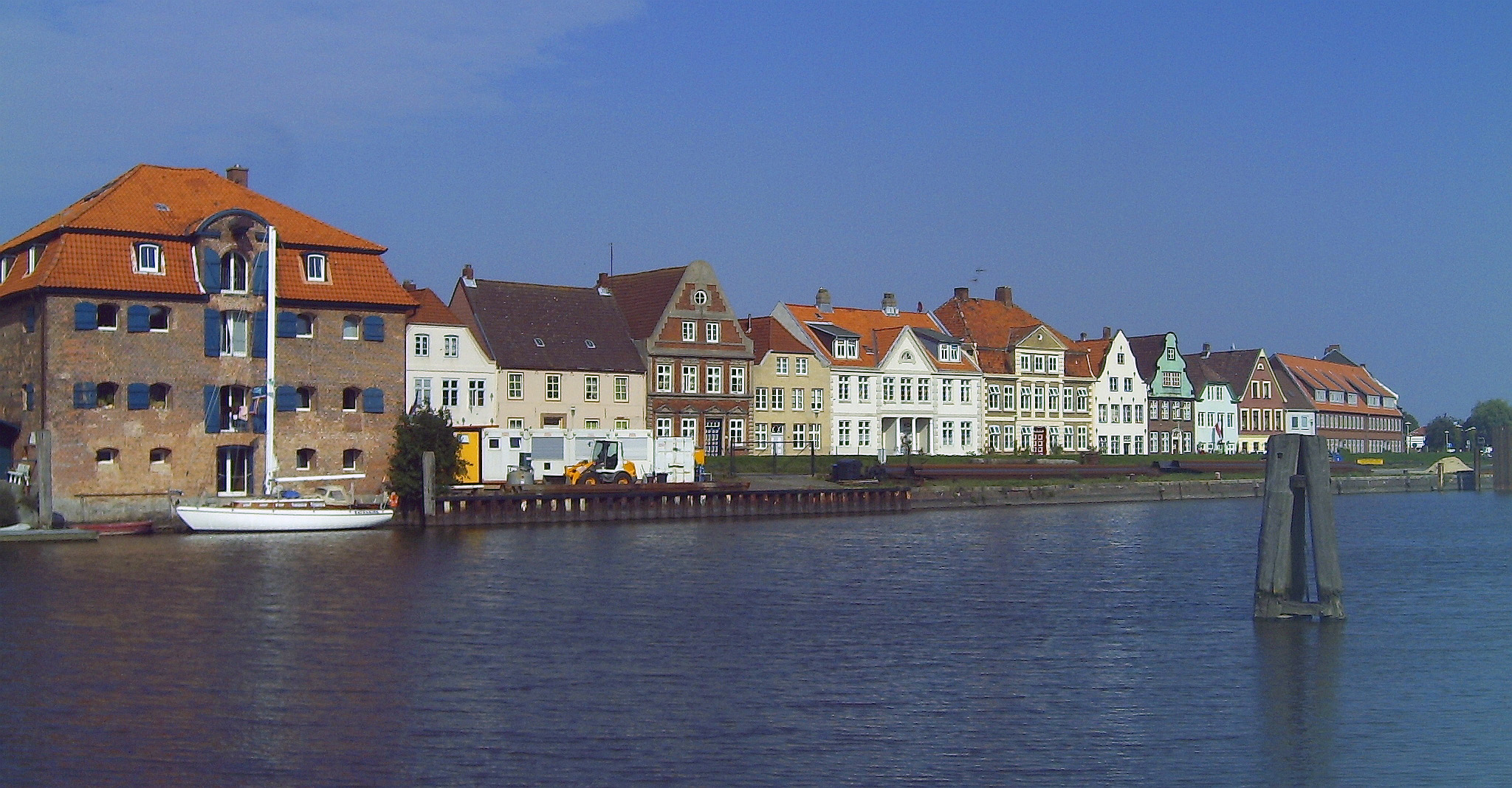
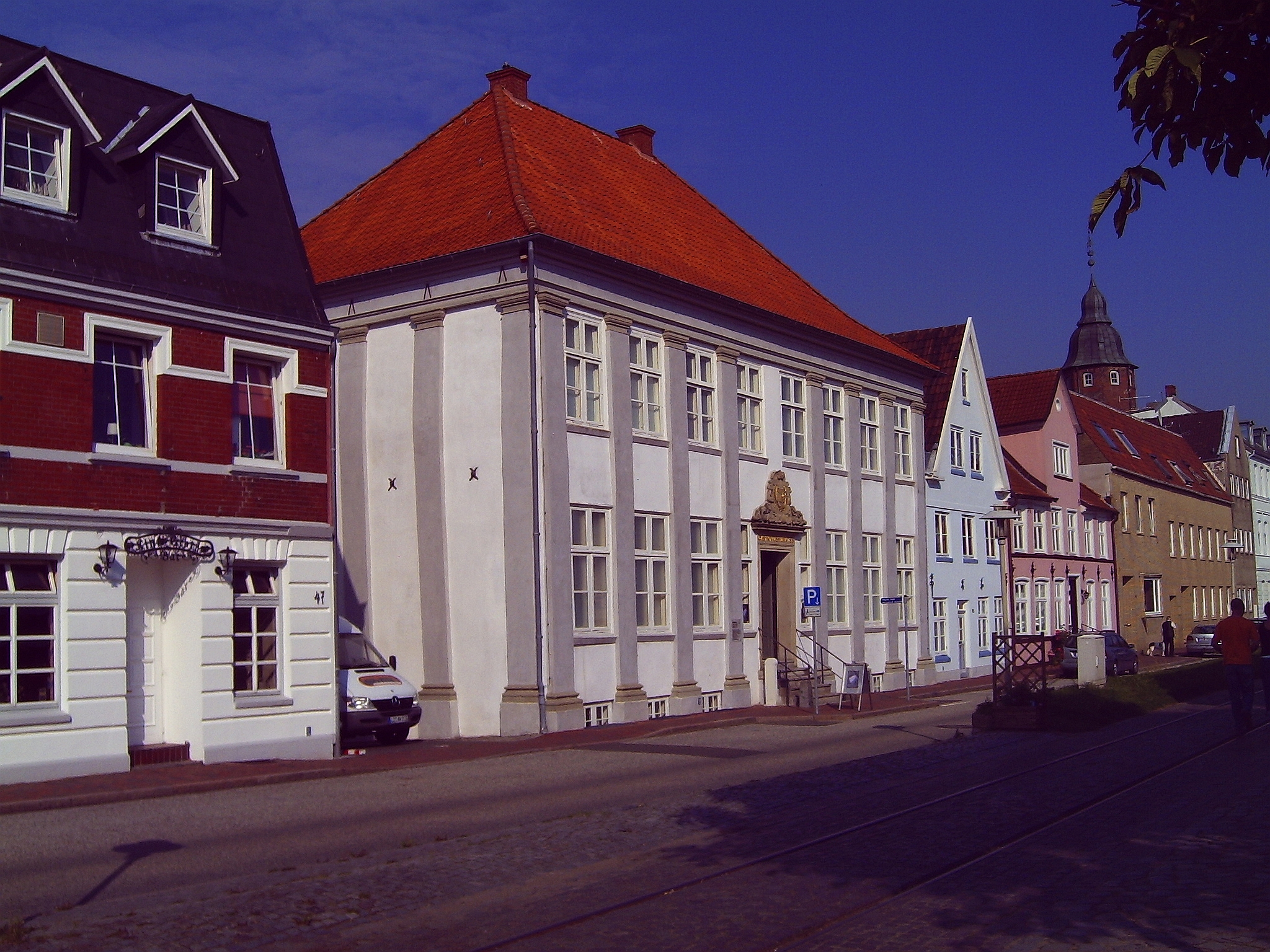
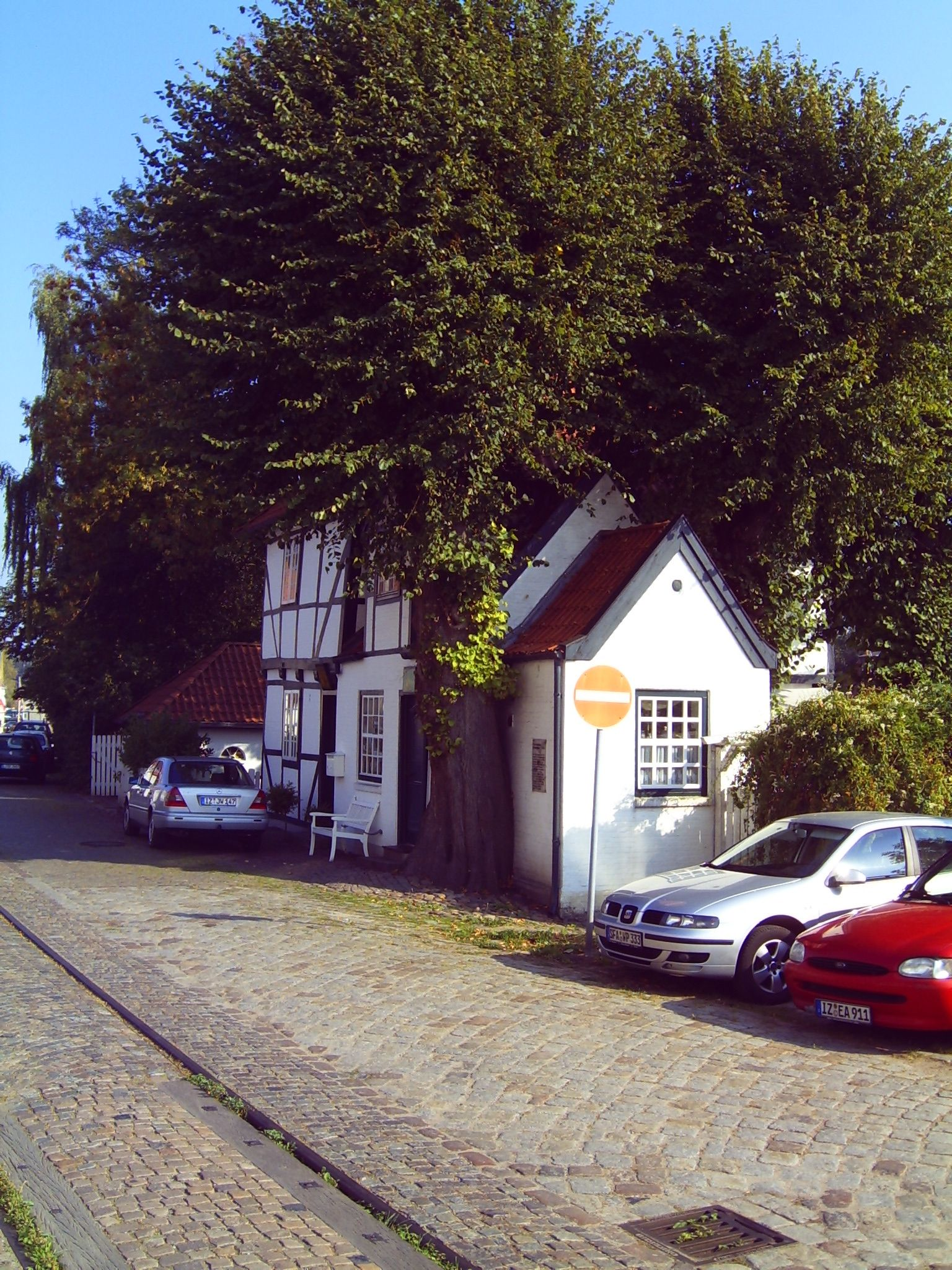
Мост
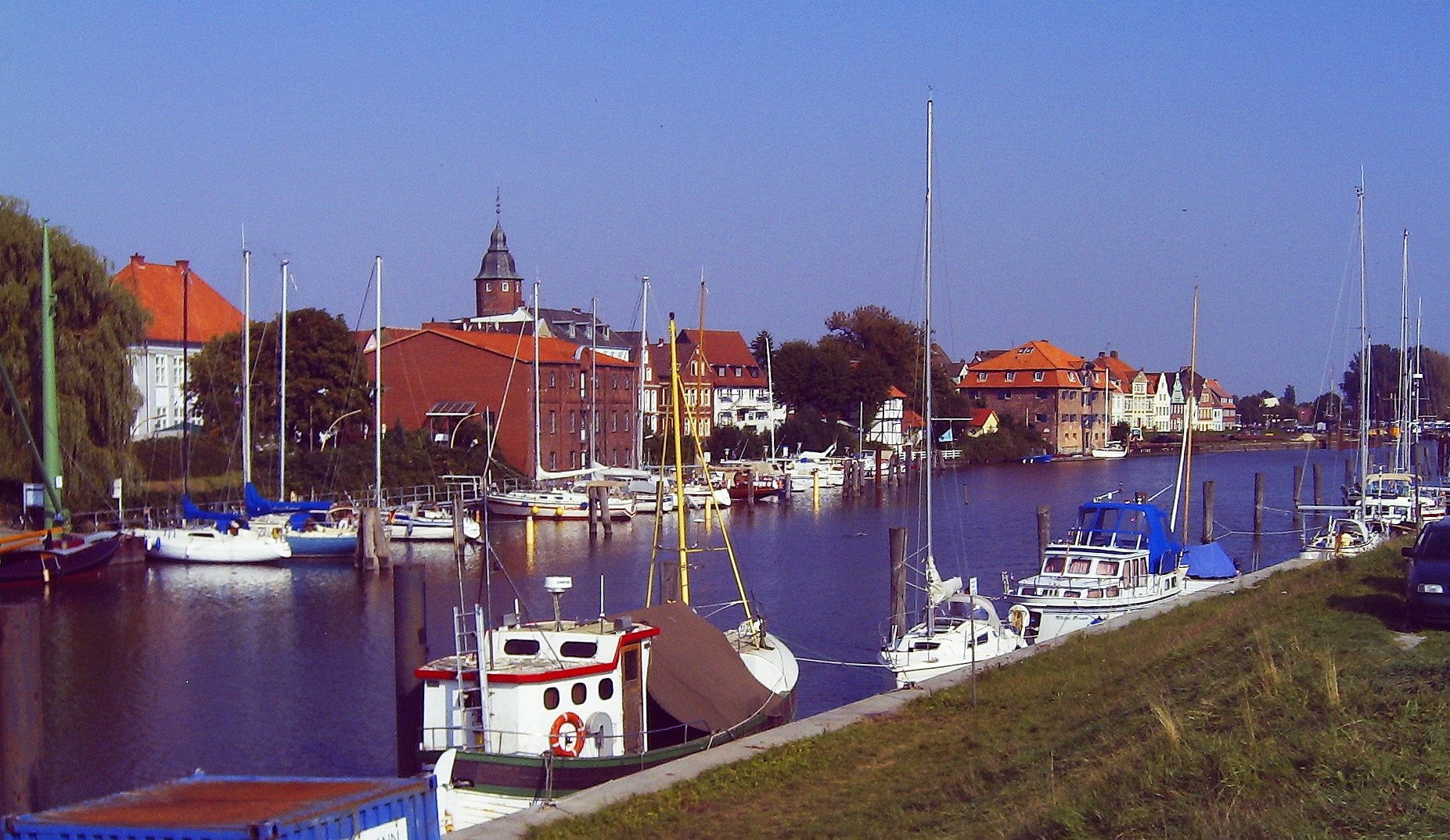
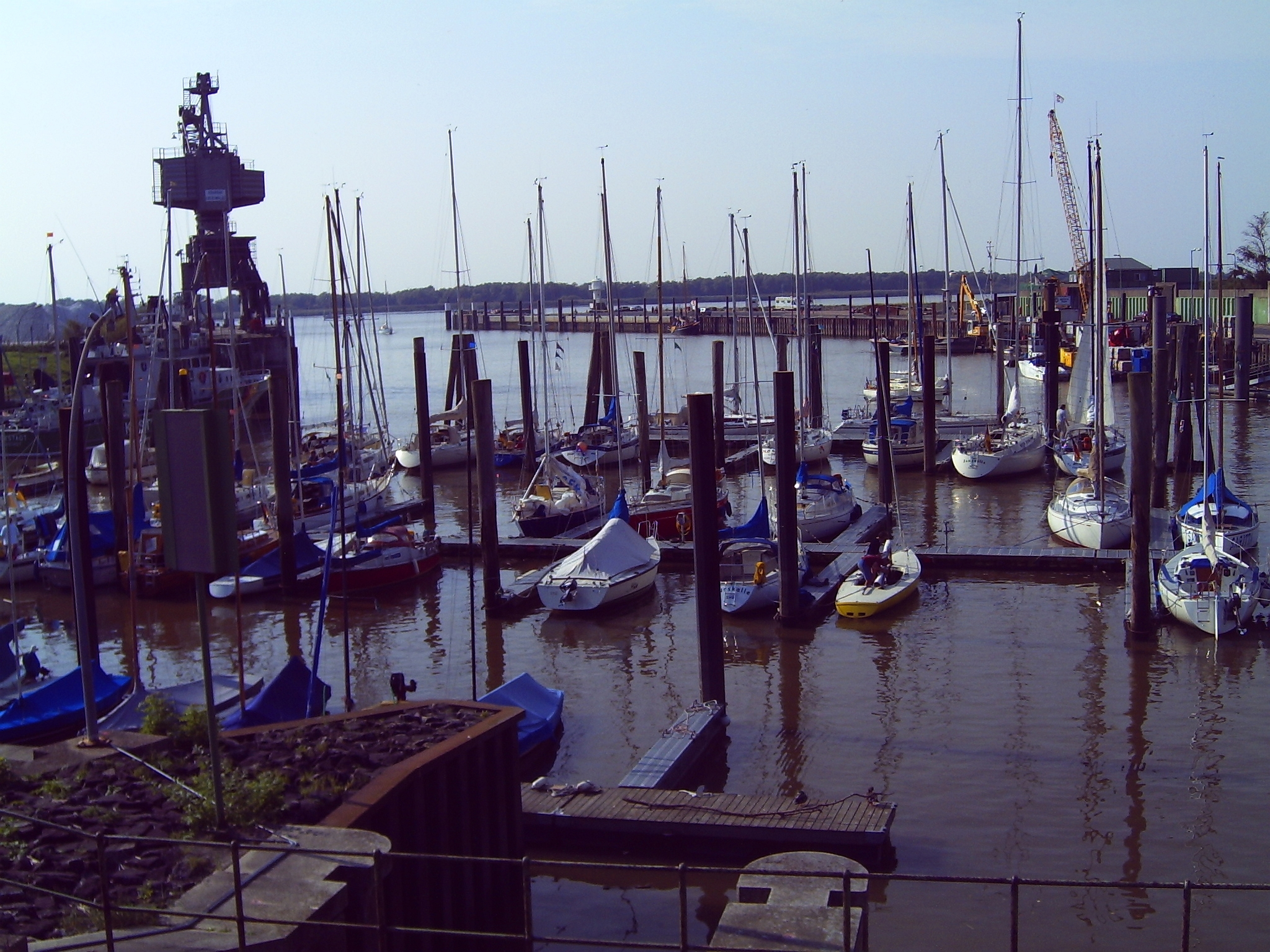